# 第456輸送航空旅団 (ウクライナ空軍)
第456輸送航空旅団（だい456ゆそうこうくうりょだん、正式名称:ドミトロ・マイボロダ名称第456輸送航空旅団、ウクライナ語:456-та бригада транспортної авіації）は、ウクライナ空軍の航空部隊。

## 歴史
1991年9月、ソ連空軍の第177独立親衛輸送航空隊は、第456独立親衛航空連隊（456 OSAP、軍事部隊45076）として再編された。連隊は1992年初頭にウクライナ国民への忠誠を誓った。
2003年10月に航空輸送旅団が創設され、2007年に第456独立親衛航空連隊は現在の名称となった。
2008年初め、「2011年までの期間のウクライナ軍の医療支援システム開発プログラム」の一環として、旅団内に医療航空部隊の編成が完了した。捜索救助および医療輸送航空部隊（An-264機）と2つのヘリコプター医療輸送部隊（Mi-86機）で構成された。
2010年12月6日、部隊は新たな戦闘旗を受け取った。

### ドンバス戦争
2014年7月14日、旅団のAn-26がロシア・ウクライナ国境付近のルハンシク地方を飛行中、高度6,500メートルで撃墜された。搭乗していた乗組員2名、司令官ドミトロ・マイボロダ中佐、副司令官ドミトロ・シュカルブン中佐が戦死した。
2020年1月初旬、第35混成航空飛行隊が旅団の一部として編成された。この部隊は作戦上は特殊作戦軍の指揮下に置かれている。飛行隊の80%は第456輸送航空旅団の人員から構成されている。Mi-2およびMi-8ヘリコプター、An-26輸送機、後にMi-24戦闘ヘリコプターの3種類の航空装備を配備する予定である。

## 記念
2019年8月22日、ウォロディミル・ゼレンスキー大統領より、名誉称号「ドミトロ・マイボロダ」を授与された。
2019年10月末、第456輸送航空旅団は新しい紋章を受け取った。この紋章はウクライナ軍空軍の色で作られている。このマークは、薄い灰色の縁取りが施された紋章の盾の形をしている。中央の要素は銀色の翼を持つ馬ペガサスのイメージである。